# IC 776
IC 776 је спирална галаксија у сазвјежђу Дјевица која се налази на листи објеката дубоког неба у Индекс каталогу.
Деклинација објекта је + 8° 51' 25" а ректасцензија 12h 19m 2,9s. Привидна величина (магнитуда) објекта IC 776 износи 13,5 а фотографска магнитуда 14,1. Налази се на удаљености од 16,8 милиона парсека од Сунца. IC 776 је још познат и под ознакама UGC 7352, MCG 2-31-88, CGCG 70-5, VV 614, VCC 318, PGC 39613.